# 克雷門丘克車站

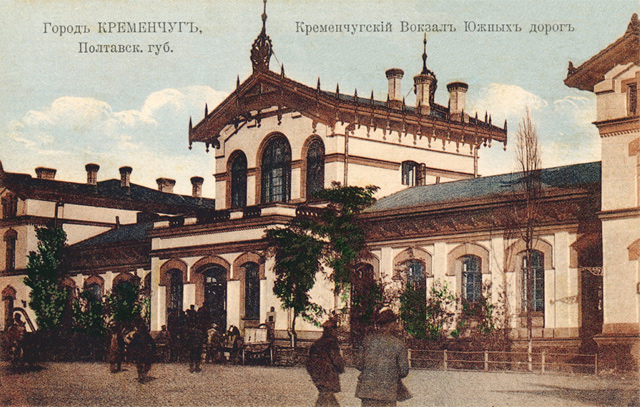
二戰前的車站

克雷門丘克（羅馬化：Kremenchuk）是位於烏克蘭波尔塔瓦州克雷門丘克的鐵路車站，啟用於1873年。目前的建築是二戰後重建。